# Мокрышева, Наталья Георгиевна
Мокрышева Наталья Георгиевна (род. 1970) — российский эндокринолог, доктор медицинских наук, профессор, академик РАН (2025; член-корреспондент 2019). Заслуженный врач Российской Федерации (2025).

## Биография
Родилась 6 апреля 1970 года в семье потомственных врачей. В 1987 году окончила школу № 13 в Москве.
Директор ФГБУ «Национальный медицинский исследовательский центр эндокринологии» Министерства здравоохранения Российской Федерации.
Эксперт Российского научного фонда. Создатель Российского онлайн-регистра пациентов с первичным гиперпаратиреозом, гипопаратиреозом, отдела эпидемиологии эндокринопатий. Создатель и руководитель отделения патологии околощитовидных желез. 
В 2019 году избрана членом-корреспондентом РАН по отделению медицинских наук, в 2025 году стала академиком по тому же отделению.

## Научная деятельность
Сфера научных интересов: Изучение патологии фосфорно-кальциевого обмена, первичного, вторичного и третичного гиперпаратиреоза, гипопаратиреоза, дефицита витамина D, остеопороза.
Основные направления научных исследований:
- Разработка диагностических и лечебных алгоритмов ведения пациентов с гиперпаратиреозом различного генеза, с наследственными синдромами, отягощенными патологией околощитовидных желез и минерально-костными нарушениями.
- Внедрение технологии репрограммирования клеток и геномного редактирования в изучение, диагностику и лечение носителей синдрома MEN1.

В 2011 году защитила докторскую диссертацию на тему: «Первичный гиперпаратиреоз. Эпидемиология, клиника, современные принципы диагностики и лечения».

## Научные работы
Автор более 350 публикаций, методических пособий, ряда клинических рекомендаций, учебно-методических пособий для врачей.
- Дедов И.И., Мокрышева Н.Г. Персонализированная медицина. - Москва: ЭНЦ, 2025. - С. 760. - ISBN 978-5-9986-0534-5.
- Мокрышева Н. Г. Околощитовидные железы. Первичный гиперпаратиреоз. — Москва: ЭНЦ, 2019. — С. 448. — ISBN 978-5-907098-25-1.
- Мокрышева Н. Г., Егшатян Л. В. Минерально-костный обмен при хронической болезни почек. — Москва: ЭНЦ, 2020. — С. 424. — ISBN 978-5-907098-42-8.
- Под ред. С. Дидериха, Й. Фельдкампа, М. Гуссендорфа, М. Райнке; Пер. с нем.; Под ред. Н.Г. Мокрышевой, Е.Н. Андреевой, М.В. Шестаковой. Эндокринология и диабетология. Диагностика, лечение, прогноз. Практическое руководство. - Москва, 2024. - С. 832. - ISBN  978-5-907760-52-3.
- Под ред. Н.Г. Мокрышевой. Тактика ведения пациента в эндокринологии. Практическое руководство. - Москва, 2024. - С. 152. - ISBN 978-5-9704-8081-6.
- Н.Г. Мокрышева. Генетические детерминированные формы первичного гиперпаратиреоза: сложности диагностики и ведения. - Москва: РАН. 2019. - С. 56. - ISBN 978-5-907036-72-7
- Дзеранова Л. К., Михайлова Д. С., Пигарова Е. А., Мокрышева Н. Г., Рожинская Л. Я., Григорьев А. Ю., Иващенко О. В. Варианты индивидуализации терапии послеоперационного центрального несахарного диабета // Ожирение и метаболизм. — 2017. — Т. 14, № 3. — С. 54—57. — ISSN 2071—8713.
- Е. О. Мамедова, Н. Г. Мокрышева, Л. Я. Рожинская. Наследственные формы первичного гиперпаратиреоза // Остеопороз и остеопатии. — 2018. — Т. 21, № 2. — С. 23—29. — ISSN 2072-2680.
- Н. Г. Мокрышева, А. К. Еремкина, К. Ю. Слащук, А. И. Беспалов,И. А. Воронкова, П. О. Румянцев, М. В. Дегтярев, Н. С. Кузнецов, Н. В. Латкина. Атипическая аденома околощитовидной железы с клинически агрессивным течением первичного гиперпаратиреоза: наблюдение из практики // Эндокринная хирургия. — 2018. — Т. 12, № 1. — С. 55—63. — ISSN 2306-3513.

## Участие в международных научных организациях
- Европейское эндокринологическое общество (ESE).
- Российское общество специалистов по опухолям головы и шеи.
- Медицинское общество по лечению нейроэндокринных опухолей (МОЛНЭО).
- Международный Фонд остеопороза.

## Награды и почётные звания
- Почетная грамота Министерства здравоохранения Российской Федерации за заслуги в области здравоохранения и многолетний добросовестный труд (30.05.2014).
- Награждена Почётной грамотой Российской академии наук за добросовестный труд, высокий профессионализм и большой личный вклад в борьбу с коронавирусной инфекцией COVID-19 (15.07.2020).
- Орден Пирогова (5 февраля 2024 года) — за большой вклад в развитие отечественной науки, многолетнюю плодотворную деятельность и в связи с 300-летием со дня основания Российской академии наук[3].
- Заслуженный врач Российской Федерации (7 февраля 2025 года) — за большой вклад в развитие здравоохранения и медицинской науки[4].